# Световен ден за борба със СПИН
Световният ден за борба със СПИН ежегодно се отбелязва на 1 декември и е посветен на повишаване осведомеността за СПИН-пандемията, причинена от разпространяването на вируса ХИВ, а също и оплакването на загиналите от болестта. Правителствени и неправителствени организации по света обикновено отбелязват този ден с лекции за болестта, както и контрола и превенцията ѝ.
Световният ден за борба със СПИН е един от осемте глобални здравни кампании, отбелязани от Световната здравна организация (СЗО), заедно със Световния ден на здравето, Световния ден на кръводаряването, Световната имунизационна седмица, Световния ден за борба с туберкулозата, Световния ден без тютюнев дим, Световния ден за борба с маларията и Световния ден за борба с хепатита.
Към 2013 г., СПИН убива повече от 36 милиона души по света (1981-2012), а около 35,3 милиона души живеят с ХИВ, правейки го един от най-важните глобални проблеми на общественото здравеопазване в историята.